# Jürgen Vogel
Jürgen Vogel (ur. 29 kwietnia 1968 w Hamburgu) – niemiecki aktor filmowy i telewizyjny, okazjonalnie również producent i scenarzysta filmowy. Wystąpił w niemal 150 filmach i serialach telewizyjnych. Jeden z najpopularniejszych aktorów charakterystycznych w kinie niemieckim przełomu XX i XXI wieku.

## Życiorys
Grać zaczął już jako nastolatek. Po szkole średniej wyjechał do Berlina, gdzie imał się wielu różnych prac dorywczych, występując wtedy nieregularnie na teatralnej scenie. Pierwszy sukces przyniósł mu film Rosamunda (1990) Egona Günthera. Status gwiazdy zapewniła mu subtelna rola sympatycznego hedonisty w komedii Małe rekiny (1992) Sönke Wortmanna, za którą zdobył Bawarską Nagrodę Filmową. 
Później wystąpił w takich filmach, jak m.in. Polski crash (1993), Cicha noc (1996), Życie to plac budowy (1997, Niemiecka Nagroda Filmowa za najlepszą rolę męską), Biały labirynt (1997), Emil i detektywi (2001), Nadzy (2002), Good bye, Lenin! (2003), Rosenstrasse (2003), Rozkosze Emmy (2006, Bawarska Nagroda Filmowa), Fala (2008, nominacja do Europejskiej Nagrody Filmowej dla najlepszego aktora) czy Berlin, Boxhagener Platz (2010).
Laureat Srebrnego Niedźwiedzia za wybitne osiągnięcie artystyczne na 56. MFF w Berlinie jako aktor, scenarzysta i producent filmu Wolna wola (2006) Matthiasa Glasnera.